# Román konyhaművészet
A román konyhaművészetet a románság földrajzi helyzete határozza meg, az, hogy Közép-Európa és Délkelet-Európa határrégiójában helyezkedik el. Ezért szintézisét képezi különféle étkezési szokásoknak. A 19. századig összegyűjtött dák, római, szláv, bizánci, török, balkáni (görög, bolgár, szerb) és lengyel elemeket, Erdélyben németeket és magyarokat is, majd a 19. század közepétől kezdve ezekhez hozzáadott olasz, francia vagy angol gasztronómiát. Az is fontos tényezője a román étkezési szokásoknak, hogy még a 20. század elején is a románok legnagyobb része falun élt, és mezőgazdasággal meg állattartással foglalkozott, ezért a 21. században is általánosak a régi paraszti étkezés egyes elemei.

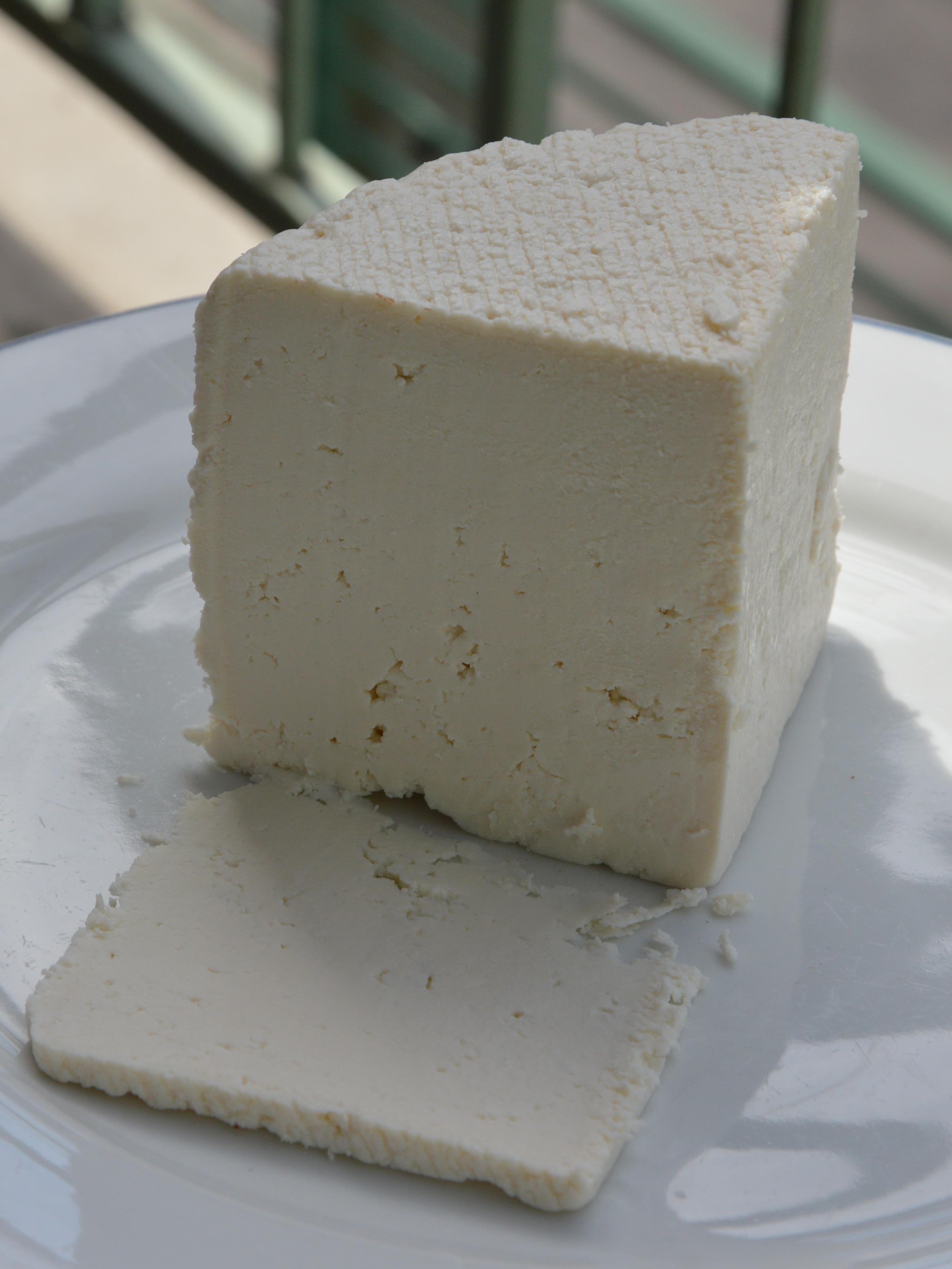
Orda

## Történeti áttekintés

### A 19. század közepéig
Ókori forrásokból kitűnik, hogy a dákok ételei között jelentős helye volt a tejnek, amint azt Hérodotosz megjegyezte, bár nem készítettek sem tejfölt, sem vajat, sem sajtot. Tiberius Flavius, aki római követként járt Decebal dák királynál 106-ban, és akit parázson sült borjúhússal, sült vadgalambbal, nyárson sült vadhússal, mézzel, erős borokkal, körtével, szőlővel és almával vendégeltek meg, ezen egyszerű étkek alapján is barbároknak tekintette a dákokat. Használták ugyan a káposztát, a spenótot és a mustármagot, de főtt ételekként csak a köleskását, a hajdinakását és a búzakását ismerték. Az utóbbit a temetéseket kísérő bőséges lakomákon ették. A colivă néven ismert búzakását a 21. században is szokták enni a románok temetések után. Nagy borivók is voltak. Élelmiszereket úgy tartósítottak, hogy füstölték, sózták vagy sós lében tartották kunyhókban és barlangokban.

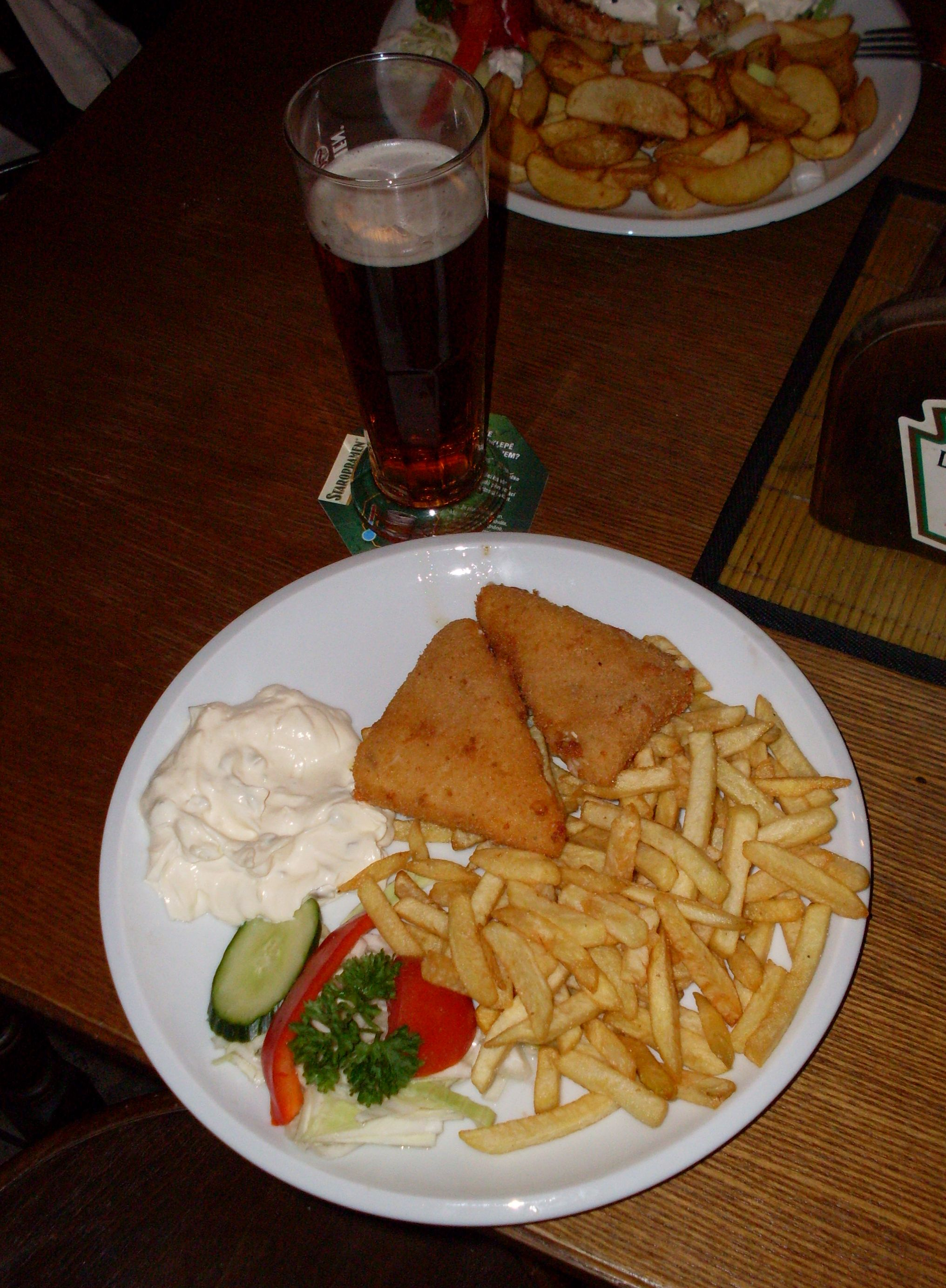
Rántott sajt

A rómaiak változatosabbá tették a dáciai étkezési szokásokat. Tőlük származik, bár ők is a görögöktől vették át, a plăcintă nevű lepény, amelyet különféle vagdalékokkal töltöttek. Neve a latin placenta szóból ered, és utóbb a román nyelvből bekerült a magyar nyelvbe is „palacsinta” alakban és megváltozott jelentéssel. Romániai ásatások felszínre hoztak a rómaiak által hozott románul țest nevű (a latin testum szóból) agyagból készült edényeket, amelyek alatt a tűzhelyen közvetlenül a parázsra tett kenyeret vagy lepényt sütötték. Ritkán ugyan, de Olténiában vannak még öreg falusiak, akik használják. Olyan amforákat is találtak, amelyekben olívaolajat hoztak be Románia mai területére.
Az étkezési szokások nagyban függtek az emberek gazdasági és társadalmi helyzetétől. A nagyon szegény parasztok az év nagy részében csak kölesből (a 17. század végéig), majd kukoricadarából készült puliszkát ettek, esetleg hagymával vagy egy kis túróval. A hús ritkaságba ment. Baromfit csak ünnepekkor vagy különös családi események alkalmával vágtak le. Csak tehetősebb parasztoknak volt füstölt húsuk.
Ugyanakkor a gazdagabb társadalmi rétegek étkezését külső hatások kezdték érni. Már a középkorban a déli szlávoktól átvették a zöldségekből és húsból készült, az utólag török szóval csorbának nevezett savanyított levest.
Nagy hatással voltak a román gasztronómiára a keleti gasztronómiák, előbb a havasalföldi és a moldvai városokban. Bizánci, arab, török, görög, örmény hatásról van szó, mely egységesen nyilvánult meg, és román földön egyes új, az eredeti népekétől különböző étkezési szokásokat hozott létre. Bejöttek olyan húsos ételek, mint a piláf, a ciulama (mártásos főtt szárnyashús), a tuslama (pacalból, marhalábszárból és zöldségekből főtt, fűszerezett mártással készült étel), a tokány, a muszaka, és édességekként többek között a baklava, a halva és a lokum. Délről több zöldségféle került a román fejedelemségekbe: a padlizsán, a paradicsom, a paprika. Itt is kezdtek ezekből is lecsót és zakuszkát készíteni. Ugyancsak délről jöttek gyümölcsök is, a görögdinnye, a sárgadinnye és a birsalma. A 18. században és a 19. első felében a gazdagok 30–60 fogásos lakomákat rendeztek, aromás italokat és kávét ittak, török vízipipából dohányoztak.

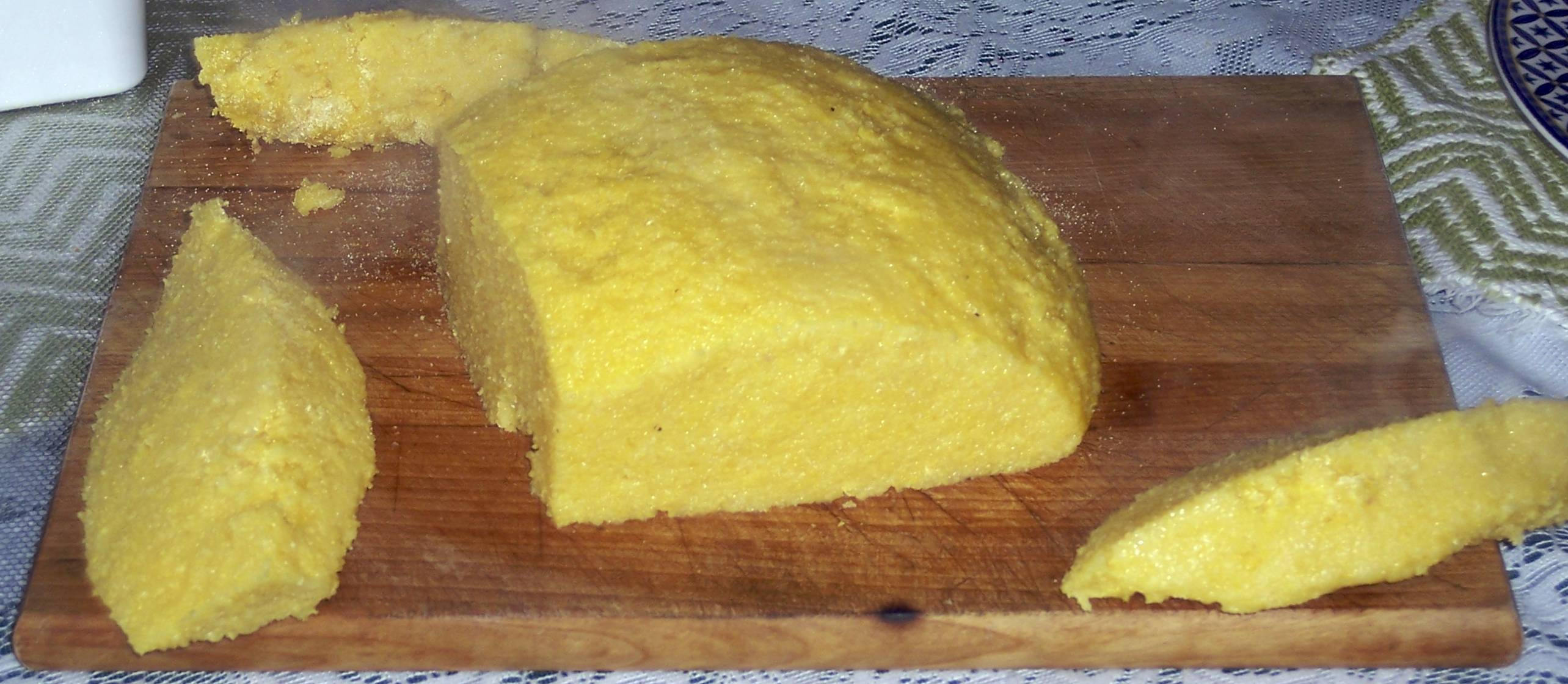
Puliszka

Mivel a törökök más gabonaféléket követeltek adóként, a 17. század vége felé a románok elkezdtek kukoricát termeszteni, amit a törökök nem kívántak. Ez lett a parasztok fő élelmiszere. A húsok közül a sertés lett a legkedveltebb, ugyancsak a törökök miatt, mivel ők csak marhát kértek.
A 19. század közepéig létrejött egy böjtidőszaki, vegetáriánus étrend is, melyet a főleg falusi környezetben létező kolostorokban dolgoztak ki. Megjelentek olyan ételek, mint a diós töltött káposzta, a sütőben sült olívabogyós zeller, a gombatokány, a padlizsánfasírt, a fokhagymapasztás csalánfőzelék, a paréjfőzelék stb.
Az addig a románok által használt ételekről külföldi utazók számoltak be, és a 18. századból, Constantin Brâncoveanu havasalföldi fejedelem korából fennmaradt egy szakácskönyv is.

### A 19. század közepe után

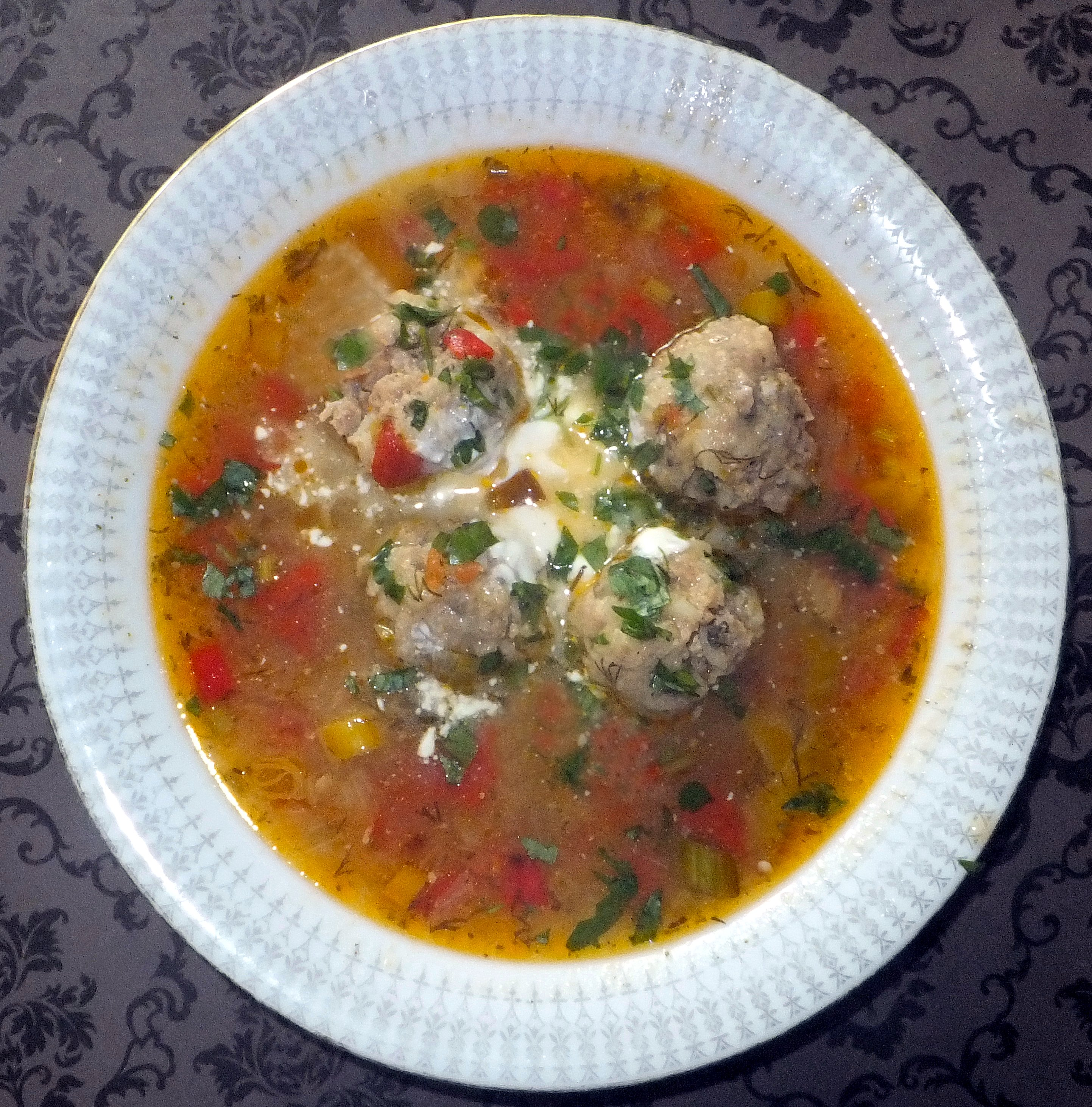
Húsgombócos csorba

Mint a román társadalomban általában, előrelépés következett be a gasztronómiában is a 19. század közepe felé, amikor nyugatiasodás indult be olyan fiatal értelmiségiek hatására is, akik Nyugat-Európában jártak vagy tanulmányokat végeztek. A román szépirodalom fejlődésében is szerepet játszó Mihail Kogălniceanu és Constantin Negruzzi kiadtak egy 200 receptet tartalmazó könyvet, melyben leírtak általuk raffináltnak talált addigi, a fejedelmi és bojári lakomákon fogyasztott ételek mellett, francia recepteket is. A nyugati hatás eleinte erősebb volt Moldvában, mint Havasalföldön, de rövid idő alatt itt is jelentős lett.
A 19. század elején alapított bukaresti Hanul lui Manuc (Manuc fogadója) étlapjai híven tanúskodnak egyrészt arról, hogy a század második felében már mindenféle keleti és nyugati hatások voltak jelen, másrészt arról, hogy különböző ételeket szántak különböző társadalmi rétegekhez tartozóknak. Olyan ételneveket találni bennük, mint vinete orientale (keleti padlizsán), zacuscă à la Manuc (zakuszka Manuc-módra, melyben a francia, változatlan alakban ma is használt à la elöljárószó + határozott névelő található), salata sacagiilor (vízhordók salátája), omleta covacilor (kovácsok omlettje), ciorbă domnească de burtă (úri pacalcsorba), supă măcelarească (mészárosok levese) stb. Kelet és Nyugat olyan ételekben találkoznak, mint például a supă turcească de miel (török bárányleves), amelyben a supă (a francia soupe szóból) nem csorbát, hanem savanyítatlan, nyugatias levest jelent.
A román gasztronómia a két világháború között érte el a csúcsát. Erről tanúskodik például Paul Morand  francia diplomata és író Bucarest (Bukarest) című, 1935-ben megjelent könyve. Híres volt a szállodát, éttermet, kávéházat és cukrászdát tartó Capșa ház . Ennek első tulajdonosa, Grigore Capșa, százával hozta Nyugatról a recepteket, melyekhez a ház szakácsai és cukrászai hozzáadták saját újításaikat, megtartva Nyugat és Kelet fúzióját. Példa az egyik alkotásukra a Joffre-torta. Ennek elődje a Joffre-sütemény, melyet egy már létező recept megváltoztatásával kreáltak Joseph Joffre francia marsall tiszteletére, aki 1920-ban Bukarestbe látogatott.

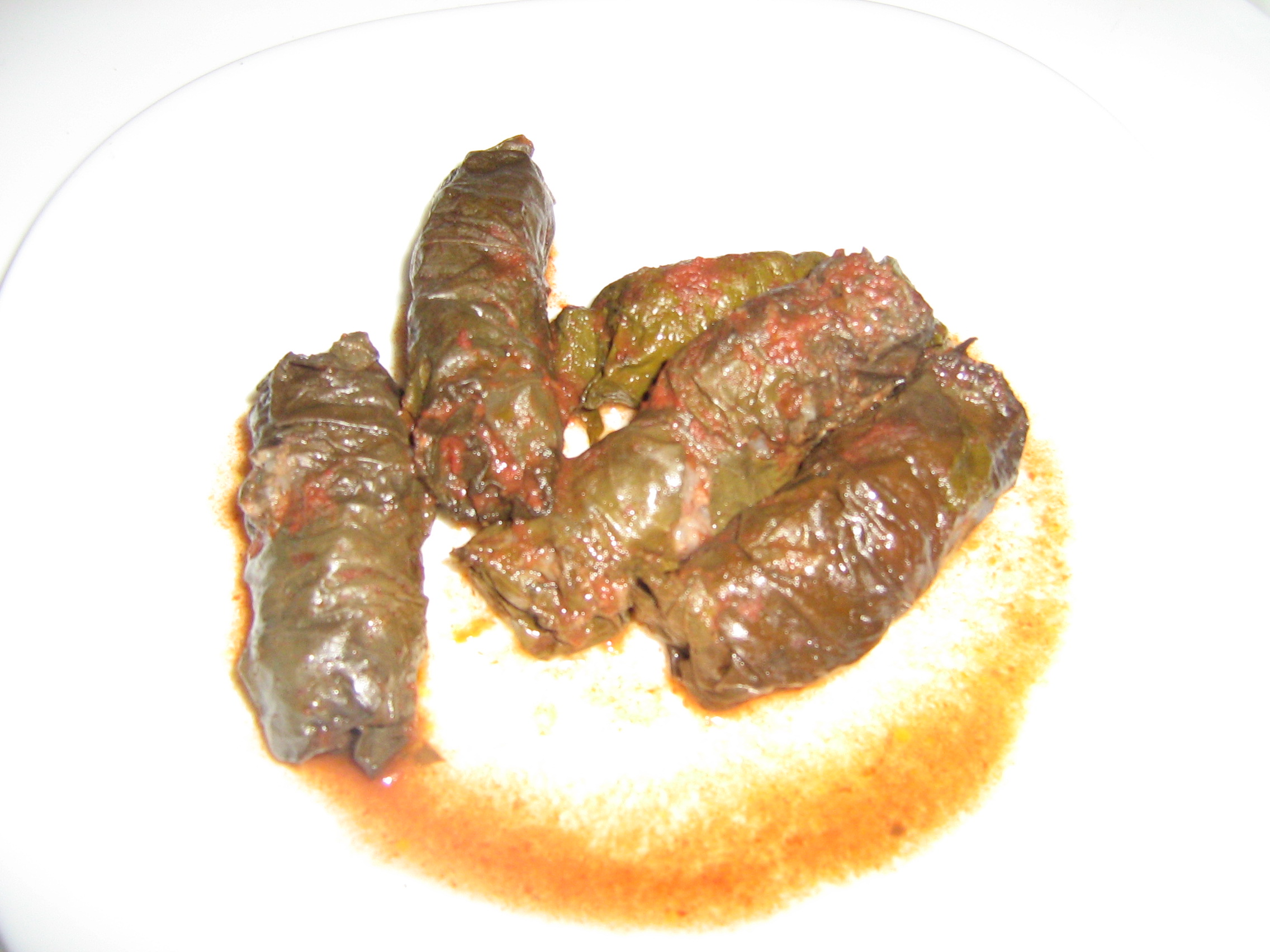
Szőlőleveles sarmale (töltike)

A kommunista rendszer idején a román gasztronómia visszaesett. Ehhez különösen hozzájárult előbb az 1950-es éveket, majd az 1980-as éveket jellemző élelmiszerhiány. Ugyanakkor újraéledtek hagyományos falusi szokások a városokban is a zöldségek és a hús elkészítését, valamint tartósítását illetően.
1989 után folyamatosan újra megjelentek a régebbi ételek és mellettük mindenféle külföldi étkek, beleértve a gyorsétkezés termékeit is.

## Hagyományos, de aktuális ételek

### Tejtermékek
A románoknál is gyakori élelmiszerek a tejtermékek, de, bár nagy hagyománya van náluk az állattartásnak általában és különösen a pásztorkodásnak, mégis tejtermékeik nem olyan változatosak, mint például Franciaországban. Azonban azok, amelyeket a románok készítettek, már a 14. század felé elértek az Északi Kárpátokba is, ruszinok, szlovákok, morvák és lengyelek lakta területekre, ahová a transzhumáló pásztorkodás vitt románokat.
Népszerű az egészen friss caș nevű juhsajt, melyet főleg tavasszal szoktak fogyasztani újhagymával vagy retekkel. Ennek egyik tartósítási módszere a sós lében tartás. Ebből lesz a telemea. Ugyancsak tartósítás céljából készül a caș-ból a brânză de burduf (szó szerint „tömlős túró”) is. Ehhez a cașt kb. egy héten át érlelik, majd megsózzák, és paszta állagúra gyúrják, azután pedig birkagyomorból vagy -bőrből készült tömlőbe teszik, amit úgy zárnak le, hogy ne maradjon benne levegő. Még kb. hét héten át érlelik. Tartják fából készült kis hordófélében is. Ezzel a túróval készül leginkább a rakott túrós puliszka (lásd lentebb).

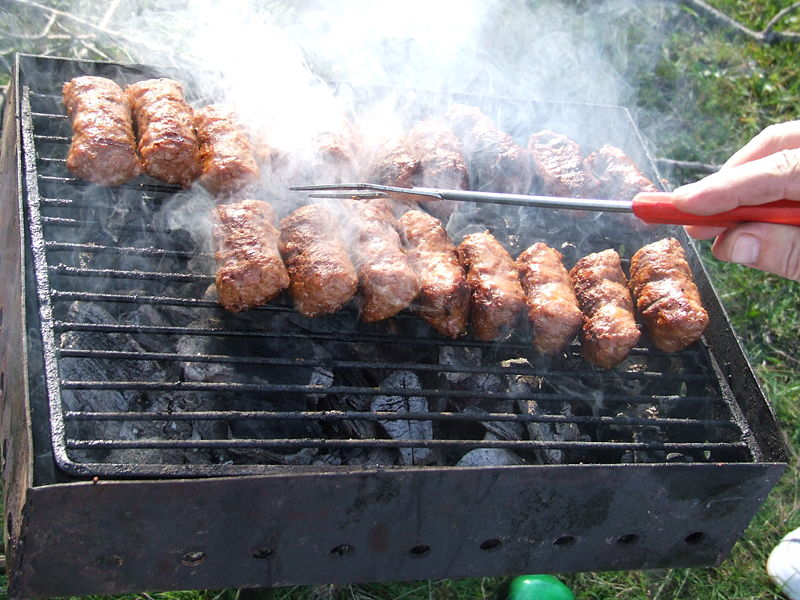
Mititei sütése

Egyes tejtermékek készítési módja elkerült a románoktól a környező népekhez is. Erről tanúskodnak elnevezéseik ezen népek nyelveiben. Például a román brânză (túró) szó megtalálható a szlovákban (bryndza), a csehben (brynza) a lengyelben (bryndza), az ukránban/ruszinban (бринза), az oroszban (брынза), a belaruszban (брынза), a jiddisben (ברינזע – brinze), de még az észtben (brõnsa) és a németben is (Brimsen). Megjegyzendő azonban, hogy ezekben a nyelvekben a szó nem jelent akármilyen túrót, mint a románban, hanem csak a fentebb említett gyúrott és érlelt juhtúrót.
A caș készítéséből származó írót is felhasználják. Felforralják, és újból kicsapódik belőle kazeinanyag. Ez a savóval együtt a jintiță, melyet kihűlve fogyasztanak. Román neve „zsendice” alakban ment át a magyarba, más nyelvekbe pedig žincica, žintica (szlovák), žinčica (cseh), žentyca, čintyca (ukrán), žyntica, žynczica, žentyca, žetyca (lengyel) alakokban.
A zsendice leszűrésének nyomán annak kazeinanyaga adja az urdă nevű sajtot. Úgy eszik, mint a cașt, vagy például palacsinta- vagy lepénytöltelékként. Ennek a román neve is átment a magyarba „orda”-ként, de egyes magyar nyelvterületeken „zsendicetúró”-nak hívják. Más nyelvekben az urdă alakja urda (görög, bolgár, szerb, szlovák), vurda (ukrán), horda (lengyel).
Kevés változatban készítenek félkemény sajtot is, melyet a török eredetű cașcaval névvel illetnek. Füstölten is létezik. Román és külföldi ilyen sajtokból készítik a cașcaval panét, a rántott sajtot, melyet olyan köretekkel fogyasztanak, mint a húsból készültet.

### Főtt és sült ételek

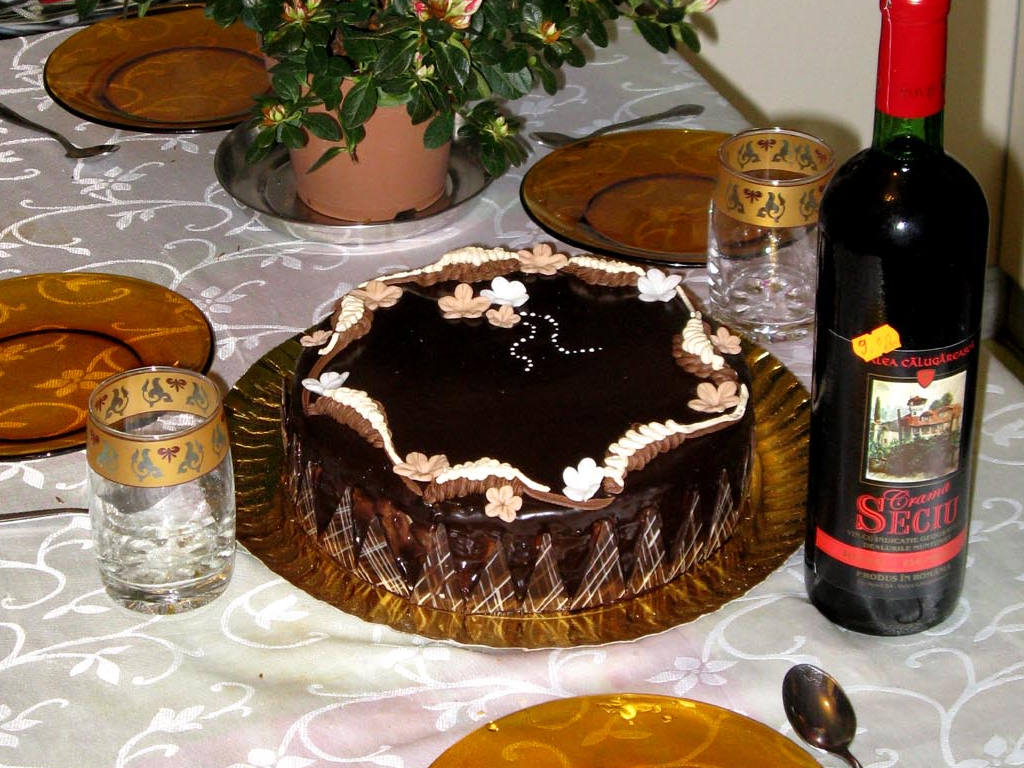
Joffre-torta

Romániában gyakran esznek kukoricadarából készült puliszkát, mely „a keleti magyar nyelvterület paraszti táplálkozásának főétele” is volt. A legegyszerűbb a vízben főtt puliszka. Ezt eszik például köretként tokányhoz vagy töltött káposztához. Egyszerű, könnyű ételt képez tejjel, friss tehéntúróval és aludttejjel vagy tejföllel.
Máramarosi falvakban készítenek rakott túrós puliszkát. Fazékba puliszka- és brânză de burduf-rétegeket raknak egymásra, a felső túrórétegre füstölt húsos szalonnadarabkákat tesznek, és az egészet sütőben megsütik. Szintén Máramaros egyes falvaiban úgy is használják a puliszkát, hogy hígra főzik, serpenyőbe teszik, bele túródarabokat, füstölt szárazkolbász-darabokat, két-három tojást tesznek, hozzáadnak egy kis tejet és tejfölt, majd megsütik.
Erdélyben a kukoricadarát nemcsak vízben főzik, hanem tejben vagy íróban is. Ez a balmoș (bálmos). Bukovinában is készítenek bálmost, de ott vajban és tejfölben főzik meg a kukoricadarát, hozzáadnak még reszelt telemeát, és tálaláskor még rátesznek friss juhtúrót és vajdarabkákat is. Ugyancsak Bukovinában esznek puliszkát hidegen is, szilvalekvárral vagy tejfölös szamócával.
Kukoricadarából készült sütemény a mălai dulce. A legegyszerűbben úgy készül, hogy a kukoricadarát összekeverik aludttejjel, tepsibe teszik, és sütőben megsütik. A magyar „málé” szó, mely megtalálható egyedül vagy olyan összetett szavakban, mint „édesmálé” „tejesmálé”, ami ennek a süteménynek a neve, „kukoricamálé” stb., a román mălai szóból ered. Ennek eleinte „kölesliszt” volt a jelentése, majd „kukoricaliszt/dara”, de a süteményt is hívják egyszerűen így.

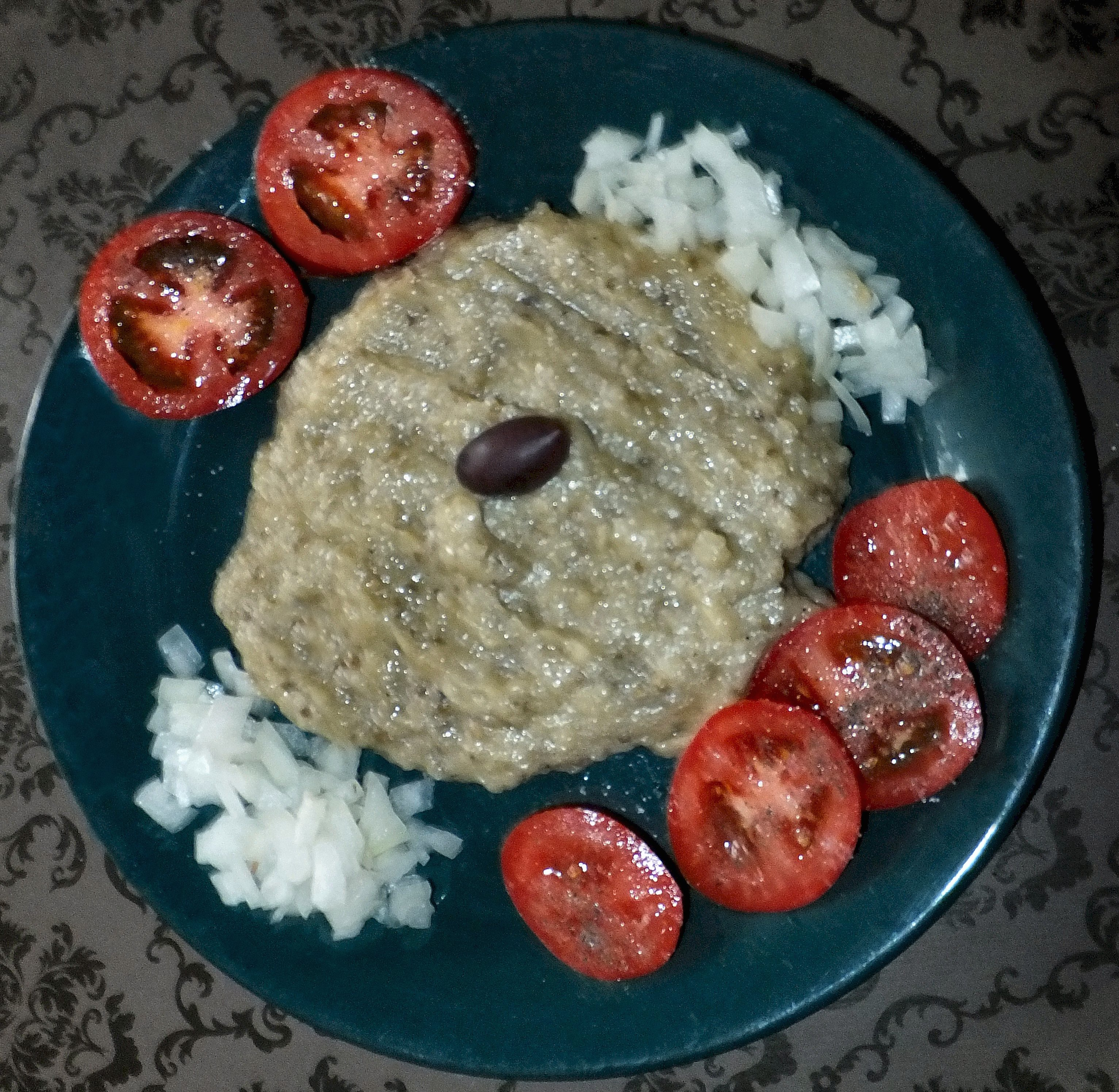
Padlizsánkrém

A csorbák eredetileg csak Havasalföldön és Moldvában voltak honosak. Lényegében bármilyen húsdarabokból és különféle zöldségekből együtt főzött levesek, melyeket elsősorban savanyítanak, hagyományosan ciberével, esetleg káposztalével, ecettel vagy citromlével. Hozzáadnak fűszerként babérlevelet, csombort, kakukkfüvet, borsot stb. A legelterjedtebbek között van a húsgombócos csorba és a pacalcsorba. Húsvétkor a csaknem kötelező báránycsorbát tárkonnyal vagy lestyánnal ízesítik.
Ugyancsak húsvéti étel a drob de miel, ami a bárány aprólékaiból készített pástétom.
A sarmale az egyik legelterjedtebb, török eredetű étel. Ez elsősorban a töltött káposzta elnevezése, amelyet Erdélyben úgy készítenek, mint Magyarországon, de ugyanaz a neve az ugyanolyan vagy hozzá hasonló töltelékkel készített más növények levelének. Ez lehet szőlő-, paréj-, torma-, hársfa-, lestyánlevél, a tölteléke pedig lehet bármilyen hús vagy hal, és készül böjti is, dióval. Moldvában például egyszerre, külön-külön martilapulevélbe csavart ötféle hússal (csirke, sertés, marha, borjú és juh) készítenek ilyen ételt.
Nagyon népszerű a mici (szó szerint „kicsik”) vagy mititei („kicsikék”) keleti eredetű, többféle darált húsból készült, és fokhagymával meg borssal fűszerezett, rövid kolbász alakú, roston sült étel. Mustárba mártogatva szokták enni. Gyakori a szabad ég alatt rendezett lakomákon, piknikeken.

### Krémszerű ételek

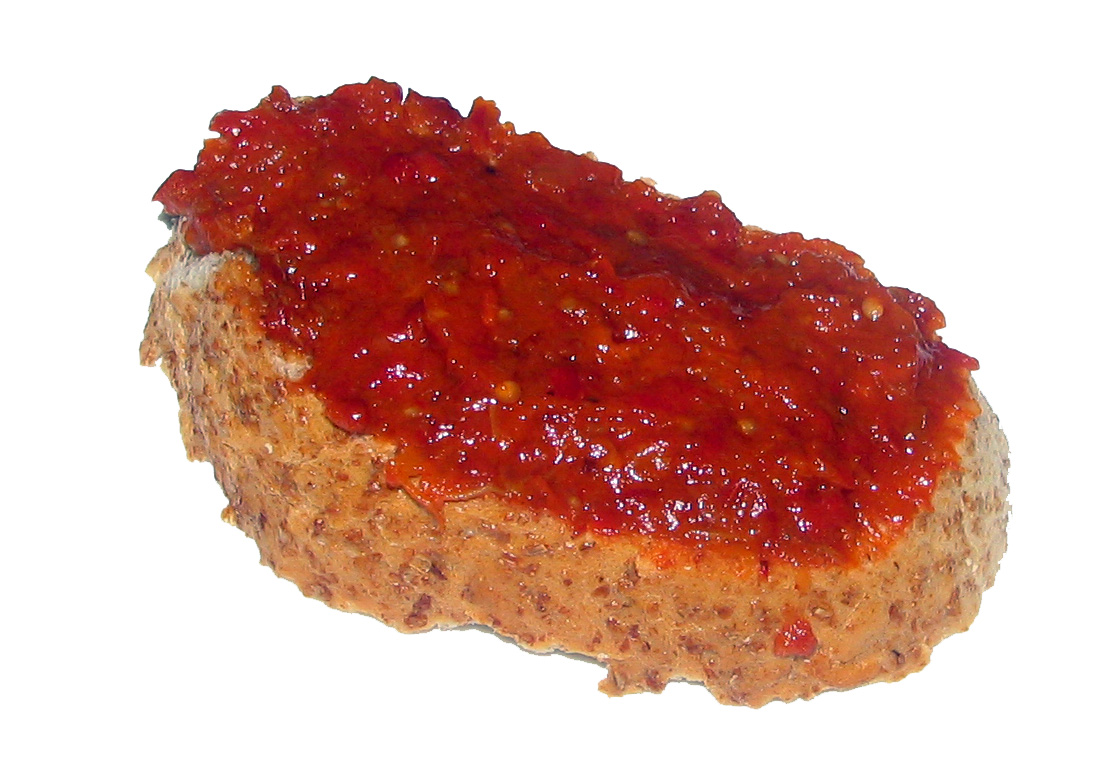
Zakuszka kenyérszeleten

A Balkánról származik a padlizsánkrém, mely népszerű egész Romániában. A legegyszerűbb recept szerint a padlizsánt megsütik, lehámozzák és pasztát kevernek belőle apróra vágott hagymával, olajjal, sóval és borssal.
Télre szoktak eltenni immár az egész országban zakuszkát, egy másik balkáni jövevényt. Ez padlizsánból, paprikából, paradicsomból és hagymából készül. A hagymát olajban párolják, majd a többit is apróra vágva hozzáteszik, sózzák, borsozzák, babérlevelet adnak hozzá, összekeverik, és lassú tűzön főzik a saját levükben, amíg a keverékből krém lesz.
Népszerű szokás a húst és a halat mujdei-jel rákenve enni, vagy az ételdarabokat abba mártogatni evés közben. Az egyik recept szerint a mujdei úgy készül, hogy nyers fokhagymát összezúznak, és sóval, vízzel meg olajjal összekeverve pasztát nyernek belőle.

### Italok

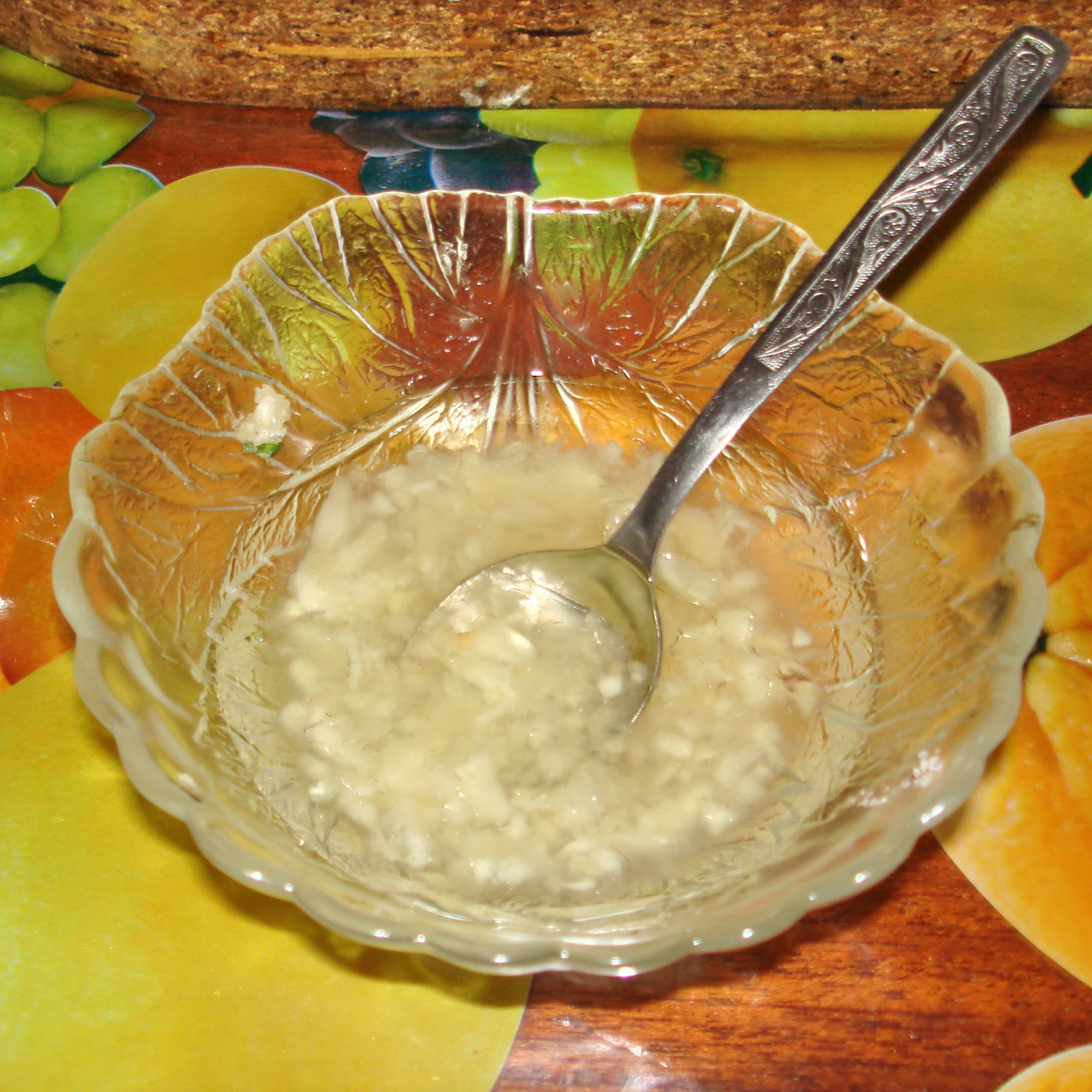
Mujdei

A románoknál nincs hagyománya a bizonyos ételeknek bizonyos italokkal való párosításának. Erre csak az utóbbi évtizedekben igyekeznek tanítani őket hozzáértő emberek. Szokás azonban az, hogy ünnepi étkezés előételéhez gyümölcspárlatokat isznak, a húsos és halas fogások után pedig bort. Az is elterjedt nézet, hogy a mititei-hez a sör illik.
A gyümölcspárlatok nagy választéka létezik, melyek között a szilvapárlatok a legelterjedtebbek. Ezek tizenhárom változata európai uniós eredetvédelem alatt áll țuică (magyar alakban „cujka”), horincă és turț néven. Régiótól függően vannak nagyobb vagy kisebb alkoholtartalmúak, azaz egyszer, illetve kétszer desztilláltak. Egyéb gyümölcsökből is készülnek párlatok. Ezek, melyek mind kétszer desztilláltak, hivatalosan a magyar eredetű palincă nevet viselik.
Romániában sok bortermő vidék van és sokféle bor, melyből nagy mennyiségeket termelnek. Például 2002-ben 242 700 hektárt tettek ki a szőlőültetvények (az ország mezőgazdasági területének 1,7%-át), és 5 089 800 hektoliter bort termeltek, de a románoknak nincs olyan kifinomult borfogyasztási kultúrájuk, mint például a franciáknak.